# Фастовский район
Фа́стовский райо́н (укр. Фа́стівський райо́н) — административная единица на западе Киевской области Украины. Административный центр — город Фастов. В 2020 году было присоединено 9 территориальных общин.

## География
Площадь — 1761,2 км².
Основные реки — Ирпень, Унава, Калиновка.
Район граничит на севере с Бучанским, на юге — со Обуховским и Белоцерковским районами Киевской области, на западе — с Житомирским районом Житомирской области, на востоке — с Киевом.

## История
Район образован  15 апреля 1917 г. По состоянию на 1900 год эта территория административно входила в Сквирский уезд.
17 июля 2020 года в результате административно-территориальной реформы район был укрупнён, в его состав вошли территории:
- Фастовского района,
- частично Васильковского района (Глеваховская и Калиновская поселковые общины),
- частично Киево-Святошинского района (Боярская городская, Чабановская поселковая и Гатная сельская общины),
- частично Макаровского района (Бышевская сельская община),
- а также город областного значения Фастов.

## Население
Численность населения района в укрупнённых границах — 182598 человек.
Численность населения района в границах до 17 июля 2020 года по состоянию на 1 января 2020 года — 30 331 человек, из них городского населения — 9 269 человек, сельского — 21 062 человека.

## Административное устройство
Район в укрупнённых границах с 17 июля 2020 года делится на 9 территориальных общин (громад), в том числе 2 городские, 4 поселковые и 11 сельских общин (в скобках — их административные центры):
- Городские:
  - Фастовская городская община[укр.] (город Фастов)
  - Боярская городская община (город Боярка);
- Поселковые:
  - Глеваховская поселковая община (пгт Глеваха),
  - Калиновская поселковая община (пгт Калиновка),
  - Кожанская поселковая община (пгт Кожанка),
  - Чабановская поселковая община (пгт Чабаны);
- Сельские:
  - Бышевская сельская община (село Бышев),
  - Гатненская сельская община (село Гатное),
  - Томашовская сельская община (село Томашовка).

### История деления района
Количество местных советов (в старых границах района до 17 июля 2020 года):
- поселковых — 2
- сельских — 23

Количество населённых пунктов (в старых границах района до 17 июля 2020 года):
- посёлков городского типа — 2
- сёл — 45
- посёлков сельского типа — 0

Всего — 48 населённых пунктов.